# 金牛座134
金牛座134，又名BD+12 912，HD 38899、SAO 94888、HR 2010，是金牛座的一颗恒星，视星等为4.91，位于銀經194.49，銀緯-7.57，其B1900.0坐标为赤經5h 43m 55.8s，赤緯+12° -7.57′ 11″。